# Zhao Jin
Zhao Jin (chiń. 赵禁) – chiński dyplomata.
Były ambasador Chińskiej Republiki Ludowej w Ludowej Republice Bułgarii. Pełnił tę funkcję między kwietniem 1971 a lipcem 1975 roku. Następnie ambasador w Ludowo-Demokratycznej Republice Jemenu od września 1975 do grudnia 1979. Był także ambasadorem w Republice Rwandy między majem 1982 a wrześniem 1984.